# Laisha Michelle Oseguera González
Laisha Michelle Oseguera González, née le 4 avril 2001, est une criminelle mexicaine présumée. Elle est la fille de Nemesio « El Mencho » Oseguera Cervantes et de Rosalinda González Valencia.

## Biographie
Laisha Michelle Oseguera González naît le 4 avril 2001. D'après le Secrétariat à la Marine du Mexique, ses parents sont Nemesio  « El Mencho » Oseguera Cervantes, qui deviendra plusieurs années plus tard un des fondateurs du Cartel de Jalisco Nouvelle Génération et son leader, et Rosalinda González Valencia, dont la famille est liée au Cartel de Milenio. Elle a une sœur, Jessica Johanna Oseguera González et un frère, Rubén Oseguera González. Elle a au moins un demi-frère, Juan Carlos Valencia González, un des leaders du Cartel de Jalisco Nouvelle Génération,.
D'après des informations du Secrétariat à la Marine, le petit-ami de Laisha Michelle Oseguera González est Christian Fernando Gutiérrez Ochoa. Le père de ce dernier serait José Luis Gutiérrez Valencia, qui fut un membre du Cartel de Sinaloa, puis du Cartel de Jalisco Nouvelle Génération avant sa mort en 2017,.
Le 15 novembre 2021, le Secrétariat à la Défense nationale capture sa mère, Rosalinda González Valencia, à Zapopan, Jalisco. L'enlèvement de deux membres de la Marine mexicaine à Zapopan, peu après la capture de sa mère, est attribué au CJNG, sous les ordres présumés de Laisha Michelle Oseguera González et Christian Fernando Gutiérrez Ochoa, mais cette hypothèse est démentie par les autorités après que ces soldats ont été retrouvés vivants,.

## Annexe

### Voir également
- Nemesio  « El Mencho » Oseguera Cervantes
- Rosalinda González Valencia
- Cartel de Jalisco Nouvelle Génération